# Арсений Авториан
Арсений Авториан (греч. Ἀρσένιος Ἀυτωρειανός; лат. Arsenius Autorianus; ок. 1200—1273) — патриарх Константинопольский с 1255 по 1259 год; прославился твердостью, с которой защищал церковную дисциплину против императора.
Родился в городе Константинополе около 1200 года в знатной семье. Отец — Феодор (или Алексей) Агаллиан, судья дрома; мать — Ирина Каматира. Отец в конце жизни совершил монашеский постриг с именем Арсений. Сын Георгий последовал примеру отца и постригся с именем Геннадий, а после того, как отец его скончался, он и взял его монашеское имя.
Арсений Авториан сначала был монахом в Никее, потом пустынником на Афонской горе, но в 1254 году был возведён императором Феодором II Ласкарисом в патриарха Константинопольского. Однако вскоре вступил в конфликт с двором, так как им хотели пользоваться лишь как орудием для политических целей.
Когда преемник Ласкариса, император Михаил VIII Палеолог, в 1261 году велел ослепить одиннадцатилетнего сына своего предшественника, законного наследника престола, Арсений Авториан отлучил его от церкви. Император требовал, чтобы Арсений отказался от патриаршего престола, но тот наотрез отказался. Так как после этого примирение с императором было уже невозможно, Арсений Авториан был отправлен в изгнание на остров в Пропонтиде, где и скончался в 30 сентября 1273 года . На стороне опального патриарха выступили несколько иерархов, среди которых были Константин Неокесарийский, Алексий Евхаитский и Феодор Ираклийский, а также Патриарх Александрийский Николай II. Изгнание патриарха вероломным императором спровоцировало длительный церковный раскол, известный под именем «арсенитского», который продолжался до 1310 года.
В 1284 году мощи Арсения Авториана были переправлены из Проконнессоса в константинопольский Храм Святой Софии. Почитание Арсения как святого началось вскоре его смерти, ему была составлена служба. Имя его включено в церковный календарь Греческой Церкви (память 28 октября). Нетленные мощи свт. Арсения весьма почитались и привлекали многих паломников.